# Jim Uhls
Jim Uhls (...) è uno sceneggiatore statunitense. Noto per le sue sceneggiature per Fight Club (1999) e Jumper (2008), si è laureato presso la Drake University nel 1979 con un Bachelor of Fine Arts e ha completato il Master in Fine Arts in sceneggiatura presso la UCLA School of Theatre, Film and Television. 

## Filmografia
Sceneggiatore
- Fight Club (1999)
- Jumper (2008)